# Agylla restricta
Agylla restricta är en fjärilsart som beskrevs av Max Wilhelm Karl Draudt 1914. Agylla restricta ingår i släktet Agylla och familjen björnspinnare. Inga underarter finns listade i Catalogue of Life.